# Altaria
För andra betydelser, se Altaria (olika betydelser).
 Altaria är ett finländskt Power metal-band grundat 2000.

## Historia
Bandet grundades av basisten Marko Pukkila och trummisen Tony Smedjebacka, förutom dessa tog man in Johan Mattjus som sångare och Jani Liimatainen på gitarr.
Deras första utgivna material bestod av demoinspelningen Sleeping Visions, som inte togs emot helt avfärdande av branschen. I början av 2002 bytte bandet vokalist från Mattjus till Jouni Nikula, efter att Nikula ersatt Mattjus på ett par spelningar där den senare inte kunnat medverka. Senare under år 2002 gav man ut en andra demo, Feed the Fire som fick en viss framgång på nedladdningslistor. Man skrev på ett skivkontrakt för AOR Heaven (i praktiken det underordnade Metal Heaven) under hösten.
Slutet av 2002 och början av 2003 bestod av studioarbete inför det första albumet och livuppträdanden. Under dessa spelningar hade man tagit hjälp av Emppu Vuorinen som andra gitarrist, eftersom det var en lyckad konstellation togs han in som fullvärdig medlem av bandet.
28 april 2003 såg så debutalbumet Invitation sin dager. Inför albumets promotionturné valde dock sångaren Nikula att hoppa av. Som ersättare tog man in Taage från Kilpi, som kom att bli bandets tredje sångare under drygt ett år. När turnén fortsatte in på år 2004 blev även Vuorinens medverkan försvårad på grund av hans huvudband Nightwishs kommande skivsläpp, därav beslöt man att han kunde lämna bandet. Som ersättare på resterande shower tog man in Petri Aho som sedan tidigare var bekant med Altarias grundare via det tidigare bandet Blindside.
Under våren 2004 påbörjade man processen för utgivande av ett nytt album, som kulminerade i utgivningen av albumet Divinity. Den nya plattan togs emot med viss skepticism i och med den något instabila sammansättningen av bandet, men visade sig bli väl så framgångsrik som sin föregångare.
År 2005 blev det alltmer tydligt att även Liimatainens huvudband Sonata Arctica tog alltför mycket tid för att han skulle kunna delta i Altarias alla framträdanden, således drabbades bandet av ännu en ändring i sin sammansättning. Denna gång kom ersättaren att heta JP Alanen (tidigare Celesty) som var bekant för bandet sedan tidigare. I övrigt gick året i förberedande tecken inför den tredje fullängdaren.
2006 kom så albumet Fallen Empire ut på marknaden, skivsläppet följdes upp med en Europaturné med Doro och Sonata Arctica. Under slutet av året lämnade Taage bandet, ersättare denna gång blev Marco Luponero (tidigare Terrorwheel).
För att presentera den nya sångaren för fansen och råda bot på efterfrågan på den slutsålda Divinity och Invitation gav man år 2007 ut samlingsalbumet Divine Invitation som även innehåller två nyinspelade låtar. Man planerade för ett riktigt fullängds nysläpp i slutet av samma år, men schemat höll inte och i början av 2008 beslöt man att bryta med skivkontraktet med Metal Heaven på grund av samarbetssvårigheter. Kort därefter lämnade basisten Pukkila bandet efter meningsskiljaktigheter över brytningen med skivbolaget. Basspelandet kom i fortsättningen att skötas av bandets sångare, Marco Luponero. Efter Pukkilas avhopp är Smedjebacka den enda kvarvarande medlemmen i bandet som även var med vid grundandet.

## Medlemmar
Nuvarande medlemmar
- Tony Smedjebacka – trummor (2000–2016, 2019–)
- J-P Alanen – gitarr (2005–2016, 2019–)
- Petri Aho – gitarr (2006–2016, 2019–)
- Marco Luponero – sång (2006–2016, 2019–), basgitarr (2008–2016, 2019–)

Tidigare medlemmar
- Marko Pukkila – basgitarr (2000–2008)
- Jani Liimatainen – gitarr (2000–2005)
- Johan Mattjus – sång (2000–2001)
- Emppu Vuorinen – gitarr (2002–2004)
- Jouni Nikula – sång (2002–2003)
- Taage Laihio – sång (2003–2006)

Turnerande medlemmar
- Petri Aho – gitarr (2004)

## Diskografi
Demo
- Sleeping Visions (2001)
- Feed The Fire (2002)

Studioalbum
- Invitation (2003)
- Divinity (2004)
- The Fallen Empire (2006)
- Unholy (2009)
- Wisdom (2009)

Samlingsalbum
- Divine Invitation (2007)